# Ceretto Lomellina
Ceretto Lomellina é uma comuna italiana da região da Lombardia, província de Pavia, com cerca de 211 habitantes. Estende-se por uma área de 7 km², tendo uma densidade populacional de 30 hab/km². Faz fronteira com Castello d'Agogna, Castelnovetto, Mortara, Nicorvo, Sant'Angelo Lomellina.

## Demografia
| Variação demográfica do município entre 1861 e 2011                               |
|                                                                                   |
| Fonte: Istituto Nazionale di Statistica (ISTAT) - Elaboração gráfica da Wikipedia |